# Madderakka Corona
Madderakka Corona is een corona op de planeet Venus. Madderakka Corona werd in 1997 genoemd naar Madderakka, de godin van de geboorte in de Sami-mythologie.
De corona heeft een diameter van 220 kilometer en bevindt zich in het quadrangle Guinevere Planitia (V-30). Vanaf Madderakka Corona vloeit een 400 kilometer lange lavastroom, Koti Fluctus, richting noordoosten.